# Taiwo Ajai-Lycett
Taiwo Ajai-Lycett,  née le 3 janvier 1941 à Lagos Colonie et Protectorat du Nigeria, est une actrice, présentatrice de télévision.
Elle fréquente l' école Methodist Girls' High School (en) à Lagos puis la Christine Shaw School of Beauty Science à Londres , où elle est diplômée en cosmétologie.
Elle continue ses études au Hendon College of Technology, où elle obtient un Higher National Diploma (en) d'études commerciales en 1969. 
Tout en étudiant, elle travaille comme serveuse, avant d'entamer sa carrière d'actrice. À Londres, elle étudie le théâtre, ainsi que la musique et la danse et co-fonde l'African company Gbakanda Theatre.  Elle fait ses débuts d'actrice dans The Lion and the Jewel (en) de Wole Soyinka. Elle revient au Nigeria en 1971.
En 1975, elle rejoint Africa Magazine en tant que rédacteur en chef adjoint.
Elle figure dans plusieurs films nigérians notables, notamment la série soap opera Tinsel (en), primée au Nigeria
. 
Le 1er octobre 2006, jour anniversaire de l'indépendance du Nigeria, elle est décorée officier de l' Ordre du Niger, par le chef Olusegun Obasanjo, ancien président de la république fédérale du Nigeria.
En février 2008, lors d'un All-Star Gala au Theatre Royal Stratford East (en), pour le 10e anniversaire de Tiata Fahodzi (en), elle est honorée en tant que chef de file du théâtre anglo-africain, aux côtés de Dotun Adebayo (en) et Yemi Ajibade (en).
Elle est membre de la Société des artistes du théâtre nigérian (Sonta).

## Filmographie

### Cinéma
- 1997 : Hostages
- 2014 : Dazzling Mirage (en)
- The Inheritors

### Télévision
- 1973 : Some Mothers Do 'Ave 'Em
- Tinsel (en)